# Орахово (Подгорица)
Орахово је насељено мјесто у граду Подгорици у Црној Гори. Према попису из 2023. било је 53 становника.

## Демографија
У насељу Орахово живи 114 пунолетних становника, а просечна старост становништва износи 45,6 година (41,2 код мушкараца и 49,9 код жена). У насељу има 46 домаћинстава, а просечан број чланова по домаћинству је 2,98.
Ово насеље је углавном насељено Србима (према попису из 2003. године), а у последња три пописа, примећен је пад у броју становника.
|  |

| Демографија | Демографија | Демографија |
| Година      | Становника  | Становника  |
| ----------- | ----------- | ----------- |
|             |             |             |
|             |             |             |
|             |             |             |
|             |             |             |
| 1948.       | 626         |             |
| 1953.       | 628         |             |
| 1961.       | 570         |             |
| 1971.       | 358         |             |
| 1981.       | 293         |             |
| 1991.       | 178         | 178         |
| 2003.       | 143         | 137         |
|             |             |             |

| Етнички састав према попису из 2003.‍ | Етнички састав према попису из 2003.‍ | Етнички састав према попису из 2003.‍ | Етнички састав према попису из 2003.‍ | Етнички састав према попису из 2003.‍ |
| ------------------------------------ | ------------------------------------ | ------------------------------------ | ------------------------------------ | ------------------------------------ |
|                                      |                                      |                                      |                                      |                                      |
| Срби                                 | Срби                                 |                                      | 106                                  | 77,37%                               |
| Црногорци                            | Црногорци                            |                                      | 28                                   | 20,43%                               |
| Југословени                          | Југословени                          |                                      | 1                                    | 0,72%                                |
| непознато                            | непознато                            |                                      | 0                                    | 0,0%                                 |

| Година пописа     | 1948. | 1953. | 1961. | 1971. | 1981. | 1991. | 2003. |
| ----------------- | ----- | ----- | ----- | ----- | ----- | ----- | ----- |
| Број домаћинстава | 138   | 134   | 134   | 96    | 89    | 62    | 47    |

| Број чланова      | 1  | 2  | 3  | 4 | 5 | 6 | 7 | 8 | 9 | 10 и више | Просек |
| ----------------- | -- | -- | -- | - | - | - | - | - | - | --------- | ------ |
| Број домаћинстава | 46 | 10 | 18 | 6 | 3 | 2 | 4 | 1 | 0 | 1         | 1      |

| Пол    | Укупно | Неожењен/Неудата | Ожењен/Удата | Удовац/Удовица | Разведен/Разведена | Непознато |
| ------ | ------ | ---------------- | ------------ | -------------- | ------------------ | --------- |
| Мушки  | 54     | 19               | 31           | 1              | 3                  | 0         |
| Женски | 62     | 13               | 31           | 16             | 2                  | 0         |
| УКУПНО | 116    | 32               | 62           | 17             | 5                  | 0         |

| Пол    | Укупно                    | Пољопривреда, лов и шумарство | Рибарство                            | Вађење руде и камена | Прерађивачка индустрија       |
| ------ | ------------------------- | ----------------------------- | ------------------------------------ | -------------------- | ----------------------------- |
| Мушки  | 18                        | 8                             | 0                                    | 0                    | 0                             |
| Женски | 5                         | 0                             | 0                                    | 0                    | 0                             |
| УКУПНО | 23                        | 8                             | 0                                    | 0                    | 0                             |
| Пол    | Производња и снабдевање   | Грађевинарство                | Трговина                             | Хотели и ресторани   | Саобраћај, складиштење и везе |
| Мушки  | 3                         | 0                             | 1                                    | 0                    | 0                             |
| Женски | 0                         | 0                             | 2                                    | 0                    | 0                             |
| УКУПНО | 3                         | 0                             | 3                                    | 0                    | 0                             |
| Пол    | Финансијско посредовање   | Некретнине                    | Државна управа и одбрана             | Образовање           | Здравствени и социјални рад   |
| Мушки  | 0                         | 0                             | 2                                    | 1                    | 0                             |
| Женски | 0                         | 0                             | 1                                    | 1                    | 1                             |
| УКУПНО | 0                         | 0                             | 3                                    | 2                    | 1                             |
| Пол    | Остале услужне активности | Приватна домаћинства          | Екстериторијалне организације и тела | Непознато            | Непознато                     |
| Мушки  | 1                         | 0                             | 0                                    | 2                    | 2                             |
| Женски | 0                         | 0                             | 0                                    | 0                    | 0                             |
| УКУПНО | 1                         | 0                             | 0                                    | 2                    | 2                             |

## Познате личности
- Петар Ораховац, бугарски лекар и политичар